# Tanichthys micagemmae
Tanichthys micagemmae är en fiskart som beskrevs av Jörg Freyhof och Ferdinand Gottfried Theobald Maximilian von Herder 2001. Tanichthys micagemmae ingår i släktet Tanichthys och familjen karpfiskar. IUCN kategoriserar arten globalt som otillräckligt studerad. Inga underarter finns listade i Catalogue of Life.